# Praktröllika
Praktröllika (Achillea filipendulina) är en växt med intensivt gula blommor. I Sverige förekommer den odlad i rabatter. 